# Polaroid PoGo
Polaroid PoGo es una impresora sin tinta y portátil que se puede llevar en un bolsillo de la marca Polaroid.

## Características
Es la primera impresora de bolsillo que hace impresiones en 60 s sin necesidad de tinta.
Polaroid PoGo, abreviatura de Polaroid-on-the-go, es una impresora de fotografías digitales sin tinta y de tamaño bolsillo, que produce fotos a todo color desde cámaras de teléfonos móviles y desde cámaras digitales mediante PictBridge, sin necesidad de cables.

## Especificaciones técnicas
Impresora portátil instantánea:
- Tamaño 	120 mm (altura) × 72 mm (anchura) × 23,5 mm (fondo)
- Peso 	226 g con batería. (sin papel)
- Batería 	Iones de litio, recargable, 7,2 V
- 15 impresiones por carga a 25 °C; batería reemplazable
- Interfaz 	Dos indicadores led de tres colores
- Adaptador de corriente 	Salida de 9 V; entrada universal de 100-240 VCA
- La impresora imprime cuando se le conecta el adaptador de corriente
- Conexión 	OPP Bluetooth (clase 2); USB 2.0 (12 MB/s a máxima velocidad); Conexión USB A
- Velocidad de impresión 	60 s por foto desde el envío hasta concluir la impresión, en imágenes de tamaño medio (20 s de transmisión y procesamiento, y 40 s de impresión). Imagen impresa a 0,1 imágs./s

## Tecnología Zink
Este papel es un material resistente que lleva en su interior cristales con tintes amarillo, magenta y cian, que se activan con 200 millones de impulsos térmicos en 30 s, de una sola pasada.
Cada hoja de 5 × 7,5 cm contiene 100 mil millones de cristales , el ZINK Photo Paper no contiene tinta. Polaroid PoGo utiliza el calor para activar y colorear estos cristales. Al no llevar tinta de ningún tipo es ecológico y seguro para el ambiente.
Antes de imprimir, los cristales tintados incluidos son incoloros, así que el ZINK Photo Paper tiene el mismo aspecto que el papel fotográfico blanco. Un aparato habilitado con ZINK utiliza el calor para activar y colorear estos cristales con tintes.
Dichos cristales contienen un tipo de molécula desarrollada por los investigadores de ZINK . Las propiedades de cada cristal tintado se han adaptado para conseguir la paleta de colores y la estabilidad de las imágenes necesarias para obtener copias digitales con unos colores vivos.

## Características del papel de foto ZINK
Papel ZINK:
- Tamaño 	50 mm × 76,2 mm
- Imagen sin bordes
- La impresión sin tinta ZINK lleva el color ya incluido en el papel
- Imprime fotos en papel seco al tacto, resistente al agua y a las manchas
- Papel adhesivo con dorso extraíble
- 10 fotos por paquete
- Mejora automática de la calidad de imagen
- No requiere tinta
- Capaz de reproducir millones de colores vivos a una resolución muy alta
- No tóxico y seguro, lo cual lo convierte en un papel no nocivo para el entorno
- Protegido por un revestimiento de polímero, que ofrece resistencia al agua y durabilidad a las imágenes
- Asequible para uso diario
- No es sensible a la luz
- Duradero y diseñado para que las imágenes no pierdan su intensidad con la exposición a la luz, al calor y a la humedad
- Imágenes de alta calidad, a todo color y duraderas
- Formato de 5 × 7,5 cm (tarjeta profesional)
- Acabado semimate
- Dorso adhesivo